# Championship League 2021 (stagione 2020-2021)
La Championship League 2021 è stato il nono evento della stagione 2020-2021 di snooker, il secondo non valido per il Ranking, 16ª edizione di questo torneo, che si è disputato dal 4 gennaio al 2 aprile 2021, presso lo Stadium MK di Milton Keynes, in Inghilterra.
Il torneo è stato vinto da Kyren Wilson, il quale ha battuto in finale Mark Williams per 3-2. L'inglese si è aggiudicato così la sua seconda Championship League, per altro consecutiva, ed il suo primo titolo Non-Ranking in carriera.
Il campione in carica era Kyren Wilson, il quale ha confermato il titolo.
Il 4 gennaio Stuart Bingham ha realizzato il suo ottavo 147 in carriera, il 165° nella storia dello snooker, il primo del 2021 anno solare e il suo secondo stagionale dopo quello dello UK Championship; si tratta dell'ottava "serie perfetta" di questa annata, e della dodicesima nella storia di questa competizione.

## Vigilia

### Aspetti tecnici
Il torneo è stato riproposto nel calendario dopo la disputa di un primo evento stagionale tra il settembre e l'ottobre 2020.
A causa della pandemia di COVID-19, il World Snooker Tour si è visto costretto a cancellare e posticipare eventi nel calendario.

### Aspetti sportivi
Il vincitore di questo torneo avrà il diritto di partecipare al Champion of Champions 2021.

## Formula
Al torneo vengono invitati 25 giocatori. Ci sono 8 gironi da 7 giocatori di cui i primi 4 di ognuno si qualificano per uno spareggio tra loro e i vincitori di ogni spareggio si qualificheranno automaticamente al gruppo 8, cioè quello dei vincitori. Chi arriva al 5º posto nel proprio girone viene fatto scalare al gruppo successivo fino al 7°. Ad esempio se un giocatore arriva 5º nel Gruppo 1 verrà spostato nel Gruppo 2 e via dicendo, chi invece arriva 5º nel Gruppo 7 viene eliminato; tuttavia anche chi perderà in semifinale e in finale allo spareggio verrà a sua volta scalato nel gruppo successivi fino al 7°; per questo motivo ogni gruppo si gioca in date diverse. I giocatori che arriveranno al 6º e al 7º posto nei loro gruppi verranno eliminati dal torneo.

## Montepremi
Dal 1º al 7º Gruppo
- Vincitore: £3000
- Finalista: £2000
- Semifinalisti: £1000
- Frame vinto (Fase a gironi): £100
- Frame vinto (Spareggi): £300
- Miglior break: £500

Gruppo vincitori
- Vincitore: £10000
- Finalista: £5000
- Semifinalisti: £3000
- Frame vinto (Fase a gironi): £200
- Frame vinto (Spareggi): £300
- Miglior break: £1000

## Fase a gironi

### Gruppo 1
Date di gioco: 4-5 gennaio 2021.
| N° | Giocatore          | MD | MV | MP | FV | FP | DF  | Verdetto                                   |
| -- | ------------------ | -- | -- | -- | -- | -- | --- | ------------------------------------------ |
| 1  | John Higgins       | 6  | 5  | 1  | 15 | 8  | +7  | Qualificazione allo spareggio del Gruppo 1 |
| 2  | Zhou Yuelong       | 6  | 4  | 2  | 16 | 10 | +6  | Qualificazione allo spareggio del Gruppo 1 |
| 3  | Stuart Bingham     | 6  | 4  | 2  | 16 | 11 | +5  | Qualificazione allo spareggio del Gruppo 1 |
| 4  | Graeme Dott        | 6  | 4  | 2  | 15 | 13 | +2  | Qualificazione allo spareggio del Gruppo 1 |
| 5  | Gary Wilson        | 6  | 2  | 4  | 12 | 15 | -3  | Retrocessione al Gruppo 2                  |
| 6  | Thepchaiya Un-Nooh | 6  | 2  | 4  | 10 | 15 | -5  | Eliminazione dal torneo                    |
| 7  | Michael Holt       | 6  | 0  | 6  | 6  | 18 | -12 | Eliminazione dal torneo                    |

Incontri
| Giocatore 1        | Risultato | Giocatore 2        |
| ------------------ | --------- | ------------------ |
| John Higgins       | 3 - 2     | Stuart Bingham     |
| Michael Holt       | 1 - 3     | Thepchaiya Un-Nooh |
| John Higgins       | 3 - 0     | Gary Wilson        |
| Zhou Yuelong       | 2 - 3     | Graeme Dott        |
| Stuart Bingham     | 3 - 2     | Michael Holt       |
| Gary Wilson        | 2 - 3     | Graeme Dott        |
| John Higgins       | 3 - 1     | Michael Holt       |
| Thepchaiya Un-Nooh | 2 - 3     | Zhou Yuelong       |
| Michael Holt       | 1 - 3     | Gary Wilson        |
| Stuart Bingham     | 3 - 0     | Thepchaiya Un-Nooh |
| Gary Wilson        | 3 - 2     | Zhou Yuelong       |
| John Higgins       | 3 - 2     | Graeme Dott        |
| Thepchaiya Un-Nooh | 2 - 3     | Graeme Dott        |
| Stuart Bingham     | 2 - 3     | Zhou Yuelong       |
| Thepchaiya Un-Nooh | 3 - 2     | Gary Wilson        |
| Michael Holt       | 0 - 3     | Zhou Yuelong       |
| Stuart Bingham     | 3 - 2     | Gary Wilson        |
| Michael Holt       | 1 - 3     | Graeme Dott        |
| John Higgins       | 0 - 3     | Zhou Yuelong       |
| Stuart Bingham     | 3 - 1     | Graeme Dott        |
| John Higgins       | 3 - 0     | Thepchaiya Un-Nooh |

#### Play-off
| Semifinali   | Semifinali | Semifinali     |
| Giocatore 1  | Risultato  | Giocatore 2    |
| ------------ | ---------- | -------------- |
| John Higgins | 3 - 1      | Graeme Dott    |
| Zhou Yuelong | 3 - 0      | Stuart Bingham |
| Finale       |            |                |
| Giocatore 1  | Risultato  | Giocatore 2    |
| John Higgins | 2 - 3      | Zhou Yuelong   |

### Gruppo 2
Date di gioco: 6-7 gennaio 2021.
| N° | Giocatore       | MD | MV | MP | FV | FP | DF | Verdetto                                   |
| -- | --------------- | -- | -- | -- | -- | -- | -- | ------------------------------------------ |
| 1  | John Higgins    | 6  | 5  | 1  | 15 | 11 | +4 | Qualificazione allo spareggio del Gruppo 2 |
| 2  | Matthew Selt    | 6  | 4  | 2  | 14 | 9  | +5 | Qualificazione allo spareggio del Gruppo 2 |
| 3  | Scott Donaldson | 6  | 4  | 2  | 14 | 10 | +4 | Qualificazione allo spareggio del Gruppo 2 |
| 4  | Graeme Dott     | 6  | 3  | 3  | 14 | 12 | +2 | Qualificazione allo spareggio del Gruppo 2 |
| 5  | Kyren Wilson    | 6  | 2  | 4  | 11 | 15 | -4 | Retrocessione al Gruppo 3                  |
| 6  | Gary Wilson     | 6  | 2  | 4  | 9  | 15 | -6 | Eliminazione dal torneo                    |
| 7  | Stuart Bingham  | 6  | 1  | 5  | 11 | 16 | -5 | Eliminazione dal torneo                    |

Incontri
| Giocatore 1     | Risultato | Giocatore 2     |
| --------------- | --------- | --------------- |
| Kyren Wilson    | 3 - 1     | Scott Donaldson |
| Matthew Selt    | 3 - 1     | Gary Wilson     |
| Kyren Wilson    | 0 - 3     | Graeme Dott     |
| Stuart Bingham  | 2 - 3     | John Higgins    |
| Matthew Selt    | 1 - 3     | Scott Donaldson |
| Graeme Dott     | 2 - 3     | John Higgins    |
| Kyren Wilson    | 1 - 3     | Matthew Selt    |
| Gary Wilson     | 3 - 1     | Stuart Bingham  |
| Matthew Selt    | 3 - 1     | Graeme Dott     |
| Scott Donaldson | 3 - 0     | Gary Wilson     |
| Graeme Dott     | 3 - 2     | Stuart Bingham  |
| Kyren Wilson    | 2 - 3     | John Higgins    |
| Gary Wilson     | 1 - 3     | John Higgins    |
| Scott Donaldson | 3 - 1     | Stuart Bingham  |
| Gary Wilson     | 1 - 3     | Graeme Dott     |
| Matthew Selt    | 1 - 3     | Stuart Bingham  |
| Scott Donaldson | 3 - 2     | Graeme Dott     |
| Matthew Selt    | 3 - 0     | John Higgins    |
| Kyren Wilson    | 3 - 2     | Stuart Bingham  |
| Kyren Wilson    | 2 - 3     | Gary Wilson     |
| Scott Donaldson | 1 - 3     | John Higgins    |

Play-off
| Semifinali   | Semifinali | Semifinali      |
| Giocatore 1  | Risultato  | Giocatore 2     |
| ------------ | ---------- | --------------- |
| John Higgins | 2 - 3      | Graeme Dott     |
| Matthew Selt | 0 - 3      | Scott Donaldson |
| Finale       |            |                 |
| Giocatore 1  | Risultato  | Giocatore 2     |
| Graeme Dott  | 3 - 1      | Scott Donaldson |

### Gruppo 3
Date di gioco: 8-9 gennaio 2021.
| N° | Giocatore       | MD | MV | MP | FV | FP | DF | Verdetto                                   |
| -- | --------------- | -- | -- | -- | -- | -- | -- | ------------------------------------------ |
| 1  | John Higgins    | 6  | 4  | 2  | 16 | 10 | +6 | Qualificazione allo spareggio del Gruppo 3 |
| 2  | Kyren Wilson    | 6  | 4  | 2  | 13 | 12 | +1 | Qualificazione allo spareggio del Gruppo 3 |
| 3  | Zhao Xintong    | 6  | 3  | 3  | 13 | 15 | -2 | Qualificazione allo spareggio del Gruppo 3 |
| 4  | Tom Ford        | 6  | 3  | 3  | 12 | 12 | 0  | Qualificazione allo spareggio del Gruppo 3 |
| 5  | Mark Selby      | 6  | 3  | 3  | 11 | 12 | -1 | Retrocessione al Gruppo 4                  |
| 6  | Scott Donaldson | 6  | 2  | 4  | 12 | 14 | -2 | Eliminazione dal torneo                    |
| 7  | Matthew Selt    | 6  | 2  | 4  | 10 | 12 | -2 | Eliminazione dal torneo                    |

Incontri
| Giocatore 1  | Risultato | Giocatore 2     |
| ------------ | --------- | --------------- |
| Mark Selby   | 3 - 1     | Zhao Xintong    |
| Tom Ford     | 1 - 3     | Kyren Wilson    |
| Zhao Xintong | 3 - 2     | John Higgins    |
| Matthew Selt | 0 - 3     | Scott Donaldson |
| Mark Selby   | 0 - 3     | Tom Ford        |
| John Higgins | 3 - 1     | Scott Donaldson |
| Zhao Xintong | 2 - 3     | Tom Ford        |
| Kyren Wilson | 3 - 2     | Matthew Selt    |
| Tom Ford     | 2 - 3     | John Higgins    |
| Mark Selby   | 3 - 0     | Kyren Wilson    |
| John Higgins | 3 - 0     | Matthew Selt    |
| Zhao Xintong | 3 - 2     | Scott Donaldson |
| Kyren Wilson | 3 - 2     | Scott Donaldson |
| Mark Selby   | 0 - 3     | Matthew Selt    |
| Kyren Wilson | 1 - 3     | John Higgins    |
| Tom Ford     | 0 - 3     | Matthew Selt    |
| Mark Selby   | 3 - 2     | John Higgins    |
| Tom Ford     | 3 - 1     | Scott Donaldson |
| Zhao Xintong | 3 - 2     | Matthew Selt    |
| Mark Selby   | 2 - 3     | Scott Donaldson |
| Zhao Xintong | 1 - 3     | Kyren Wilson    |

Play-off
| Semifinali   | Semifinali | Semifinali   |
| Giocatore 1  | Risultato  | Giocatore 2  |
| ------------ | ---------- | ------------ |
| John Higgins | 3 - 2      | Tom Ford     |
| Kyren Wilson | 3 - 1      | Zhao Xintong |
| Finale       |            |              |
| Giocatore 1  | Risultato  | Giocatore 2  |
| John Higgins | 3 - 0      | Kyren Wilson |

### Gruppo 4
Date di gioco: 8-9 febbraio 2021.
| N° | Giocatore     | MD | MV | MP | FV | FP | DF | Verdetto                                   |
| -- | ------------- | -- | -- | -- | -- | -- | -- | ------------------------------------------ |
| 1  | Judd Trump    | 6  | 4  | 2  | 15 | 8  | +7 | Qualificazione allo spareggio del Gruppo 4 |
| 2  | Mark Selby    | 6  | 4  | 2  | 12 | 10 | +2 | Qualificazione allo spareggio del Gruppo 4 |
| 3  | Mark Williams | 6  | 3  | 3  | 12 | 12 | 0  | Qualificazione allo spareggio del Gruppo 4 |
| 4  | Kyren Wilson  | 6  | 3  | 3  | 11 | 11 | 0  | Qualificazione allo spareggio del Gruppo 4 |
| 5  | Barry Hawkins | 6  | 3  | 3  | 11 | 12 | -1 | Retrocessione al Gruppo 5                  |
| 6  | Tom Ford      | 6  | 2  | 4  | 13 | 14 | -1 | Eliminazione dal torneo                    |
| 7  | Jack Lisowski | 6  | 2  | 4  | 8  | 15 | -7 | Eliminazione dal torneo                    |

Incontri
| Giocatore 1   | Risultato | Giocatore 2   |
| ------------- | --------- | ------------- |
| Judd Trump    | 3 - 0     | Mark Williams |
| Mark Selby    | 3 - 1     | Jack Lisowski |
| Judd Trump    | 3 - 2     | Tom Ford      |
| Kyren Wilson  | 3 - 1     | Barry Hawkins |
| Jack Lisowski | 1 - 3     | Mark Williams |
| Kyren Wilson  | 2 - 3     | Tom Ford      |
| Judd Trump    | 2 - 3     | Jack Lisowski |
| Mark Selby    | 0 - 3     | Barry Hawkins |
| Jack Lisowski | 0 - 3     | Tom Ford      |
| Mark Selby    | 3 - 2     | Mark Williams |
| Barry Hawkins | 3 - 2     | Tom Ford      |
| Judd Trump    | 1 - 3     | Kyren Wilson  |
| Mark Selby    | 3 - 0     | Kyren Wilson  |
| Mark Williams | 1 - 3     | Barry Hawkins |
| Mark Selby    | 3 - 1     | Tom Ford      |
| Jack Lisowski | 3 - 1     | Barry Hawkins |
| Mark Williams | 3 - 2     | Tom Ford      |
| Jack Lisowski | 0 - 3     | Kyren Wilson  |
| Judd Trump    | 3 - 0     | Barry Hawkins |
| Mark Williams | 3 - 0     | Kyren Wilson  |
| Judd Trump    | 3 - 0     | Mark Selby    |

Play-off
| Semifinali  | Semifinali | Semifinali    |
| Giocatore 1 | Risultato  | Giocatore 2   |
| ----------- | ---------- | ------------- |
| Judd Trump  | 3 - 2      | Kyren Wilson  |
| Mark Selby  | 3 - 2      | Mark Williams |
| Finale      |            |               |
| Giocatore 1 | Risultato  | Giocatore 2   |
| Judd Trump  | 3 - 0      | Mark Selby    |

### Gruppo 5
Date di gioco: 10-11 febbraio 2021.
| N° | Giocatore         | MD | MV | MP | FV | FP | DF | Verdetto                                   |
| -- | ----------------- | -- | -- | -- | -- | -- | -- | ------------------------------------------ |
| 1  | Ali Carter        | 6  | 5  | 1  | 16 | 8  | +8 | Qualificazione allo spareggio del Gruppo 5 |
| 2  | Ronnie O'Sullivan | 6  | 4  | 2  | 14 | 8  | +6 | Qualificazione allo spareggio del Gruppo 5 |
| 3  | Kyren Wilson      | 6  | 4  | 2  | 13 | 13 | 0  | Qualificazione allo spareggio del Gruppo 5 |
| 4  | Mark Williams     | 6  | 3  | 3  | 12 | 13 | -1 | Qualificazione allo spareggio del Gruppo 5 |
| 5  | Joe Perry         | 6  | 2  | 4  | 11 | 13 | -2 | Retrocessione al Gruppo 6                  |
| 6  | Barry Hawkins     | 6  | 2  | 4  | 10 | 15 | -5 | Eliminazione dal torneo                    |
| 7  | Mark Selby        | 6  | 1  | 5  | 10 | 16 | -6 | Eliminazione dal torneo                    |

Incontri
| Giocatore 1       | Risultato | Giocatore 2   |
| ----------------- | --------- | ------------- |
| Ronnie O'Sullivan | 3 - 0     | Joe Perry     |
| Barry Hawkins     | 1 - 3     | Ali Carter    |
| Ronnie O'Sullivan | 3 - 0     | Kyren Wilson  |
| Mark Selby        | 2 - 3     | Barry Hawkins |
| Joe Perry         | 2 - 3     | Ali Carter    |
| Mark Selby        | 2 - 3     | Kyren Wilson  |
| Mark Williams     | 3 - 1     | Barry Hawkins |
| Ronnie O'Sullivan | 3 - 1     | Ali Carter    |
| Barry Hawkins     | 1 - 3     | Joe Perry     |
| Kyren Wilson      | 1 - 3     | Ali Carter    |
| Ronnie O'Sullivan | 3 - 1     | Mark Selby    |
| Kyren Wilson      | 3 - 2     | Mark Williams |
| Mark Selby        | 2 - 3     | Barry Hawkins |
| Mark Williams     | 0 - 3     | Joe Perry     |
| Kyren Wilson      | 3 - 1     | Barry Hawkins |
| Mark Williams     | 1 - 3     | Ali Carter    |
| Kyren Wilson      | 3 - 2     | Joe Perry     |
| Mark Selby        | 0 - 3     | Ali Carter    |
| Ronnie O'Sullivan | 1 - 3     | Mark Williams |
| Mark Selby        | 3 - 1     | Joe Perry     |
| Ronnie O'Sullivan | 1 - 3     | Barry Hawkins |

Play-off
| Semifinali        | Semifinali | Semifinali    |
| Giocatore 1       | Risultato  | Giocatore 2   |
| ----------------- | ---------- | ------------- |
| Ali Carter        | 1 - 3      | Mark Williams |
| Ronnie O'Sullivan | 2 - 3      | Kyren Wilson  |
| Finale            |            |               |
| Giocatore 1       | Risultato  | Giocatore 2   |
| Mark Williams     | 2 - 3      | Kyren Wilson  |

### Gruppo 6
Date di gioco: 12-13 febbraio 2021.
Ronnie O'Sullivan ha dato forfait al Gruppo 6 ed è stato sostituito da Li Hang.
| N° | Giocatore      | MD | MV | MP | FV | FP | DF  | Verdetto                                   |
| -- | -------------- | -- | -- | -- | -- | -- | --- | ------------------------------------------ |
| 1  | Ali Carter     | 6  | 5  | 1  | 17 | 6  | +11 | Qualificazione allo spareggio del Gruppo 6 |
| 2  | Anthony McGill | 6  | 5  | 1  | 16 | 12 | +4  | Qualificazione allo spareggio del Gruppo 6 |
| 3  | David Gilbert  | 6  | 3  | 3  | 12 | 13 | -1  | Qualificazione allo spareggio del Gruppo 6 |
| 4  | Mark Williams  | 6  | 3  | 3  | 11 | 13 | -2  | Qualificazione allo spareggio del Gruppo 6 |
| 5  | Joe Perry      | 6  | 2  | 4  | 12 | 13 | -1  | Retrocessione al Gruppo 7                  |
| 6  | Liang Wenbó    | 6  | 2  | 4  | 12 | 15 | -3  | Eliminazione dal torneo                    |
| 7  | Li Hang        | 6  | 1  | 5  | 9  | 17 | -8  | Eliminazione dal torneo                    |

Incontri
| Giocatore 1    | Risultato | Giocatore 2    |
| -------------- | --------- | -------------- |
| David Gilbert  | 3 - 0     | Liang Wenbó    |
| Anthony McGill | 3 - 2     | Joe Perry      |
| Liang Wenbó    | 2 - 3     | Li Hang        |
| Mark Williams  | 0 - 3     | Ali Carter     |
| David Gilbert  | 2 - 3     | Anthony McGill |
| Mark Williams  | 3 - 1     | Li Hang        |
| Anthony McGill | 1 - 3     | Liang Wenbó    |
| Joe Perry      | 0 - 3     | Ali Carter     |
| Anthony McGill | 3 - 1     | Li Hang        |
| David Gilbert  | 3 - 2     | Joe Perry      |
| Ali Carter     | 3 - 1     | Li Hang        |
| Mark Williams  | 3 - 2     | Liang Wenbó    |
| Mark Williams  | 0 - 3     | Joe Perry      |
| David Gilbert  | 0 - 3     | Ali Carter     |
| Joe Perry      | 3 - 1     | Li Hang        |
| Anthony McGill | 3 - 2     | Ali Carter     |
| David Gilbert  | 3 - 2     | Li Hang        |
| Mark Williams  | 2 - 3     | Anthony McGill |
| Ali Carter     | 3 - 2     | Liang Wenbó    |
| Mark Williams  | 3 - 1     | David Gilbert  |
| Joe Perry      | 2 - 3     | Liang Wenbó    |

Play-off
| Semifinali     | Semifinali | Semifinali     |
| Giocatore 1    | Risultato  | Giocatore 2    |
| -------------- | ---------- | -------------- |
| Ali Carter     | 3 - 2      | Mark Williams  |
| Anthony McGill | 3 - 1      | David Gilbert  |
| Finale         |            |                |
| Giocatore 1    | Risultato  | Giocatore 2    |
| Ali Carter     | 3 - 2      | Anthony McGill |

### Gruppo 7
Date di gioco: 30-31 marzo 2021.
| N° | Giocatore      | MD | MV | MP | FV | FP | DF  |
| -- | -------------- | -- | -- | -- | -- | -- | --- |
| 1  | Yan Bingtao    | 5  | 5  | 0  | 15 | 6  | +9  |
| 2  | Mark Williams  | 6  | 4  | 2  | 15 | 10 | +5  |
| 3  | David Gilbert  | 6  | 4  | 2  | 14 | 11 | +3  |
| 4  | Anthony McGill | 5  | 3  | 2  | 11 | 10 | +1  |
| 5  | Joe Perry      | 5  | 2  | 3  | 11 | 11 | 0   |
| 6  | Neil Robertson | 6  | 1  | 5  | 9  | 17 | -8  |
| 7  | Kurt Maflin    | 5  | 0  | 5  | 5  | 15 | -10 |

Incontri
| Giocatore 1    | Risultato | Giocatore 2    |
| -------------- | --------- | -------------- |
| Yan Bingtao    | 3 - 1     | Kurt Maflin    |
| Neil Robertson | 1 - 3     | Joe Perry      |
| Mark Williams  | 3 - 1     | Kurt Maflin    |
| David Gilbert  | 3 - 1     | Anthony McGill |
| Neil Robertson | 2 - 3     | Yan Bingtao    |
| Mark Williams  | 2 - 3     | Anthony McGill |
| Neil Robertson | 3 - 2     | Kurt Maflin    |
| David Gilbert  | 3 - 2     | Joe Perry      |
| Neil Robertson | 0 - 3     | Mark Williams  |
| Yan Bingtao    | 3 - 1     | Joe Perry      |
| Mark Williams  | 3 - 1     | David Gilbert  |
| Anthony McGill | 3 - 1     | Kurt Maflin    |
| Anthony McGill | 1 - 3     | Joe Perry      |
| Yan Bingtao    | 3 - 1     | David Gilbert  |
| Mark Williams  | 3 - 2     | Joe Perry      |
| Neil Robertson | 2 - 3     | David Gilbert  |
| Yan Bingtao    | 3 - 1     | Mark Williams  |
| Neil Robertson | 1 - 3     | Anthony McGill |
| David Gilbert  | 3 - 0     | Kurt Maflin    |
| Yan Bingtao    | 3 - 1     | Anthony McGill |
| Joe Perry      | 3 - 2     | Kurt Maflin    |

Play-off
| Semifinali    | Semifinali | Semifinali    |
| Giocatore 1   | Risultato  | Giocatore 2   |
| ------------- | ---------- | ------------- |
| Yan Bingtao   | 0 - 3      | Joe Perry     |
| Mark Williams | 3 - 1      | David Gilbert |
| Finale        |            |               |
| Giocatore 1   | Risultato  | Giocatore 2   |
| Joe Perry     | 1 - 3      | Mark Williams |

## Gruppo vincitori
Date di gioco: 1°-2 aprile 2021
| N° | Giocatore     | MD | MV | MP | FV | FP | DF  |
| -- | ------------- | -- | -- | -- | -- | -- | --- |
| 1  | John Higgins  | 6  | 5  | 1  | 16 | 5  | +11 |
| 2  | Graeme Dott   | 6  | 5  | 1  | 16 | 9  | +7  |
| 3  | Mark Williams | 6  | 3  | 3  | 14 | 12 | +2  |
| 4  | Kyren Wilson  | 6  | 3  | 3  | 12 | 15 | -3  |
| 5  | Judd Trump    | 6  | 2  | 4  | 10 | 13 | -3  |
| 6  | Ali Carter    | 6  | 2  | 4  | 7  | 14 | -7  |
| 7  | Zhou Yuelong  | 6  | 2  | 4  | 9  | 16 | -7  |

Incontri
| Giocatore 1   | Risultato | Giocatore 2   |
| ------------- | --------- | ------------- |
| Zhou Yuelong  | 3 - 1     | Judd Trump    |
| John Higgins  | 3 - 1     | Mark Williams |
| Zhou Yuelong  | 2 - 3     | Graeme Dott   |
| Kyren Wilson  | 1 - 3     | Ali Carter    |
| John Higgins  | 3 - 1     | Graeme Dott   |
| Judd Trump    | 3 - 0     | Ali Carter    |
| John Higgins  | 3 - 0     | Zhou Yuelong  |
| Kyren Wilson  | 3 - 2     | Mark Williams |
| Judd Trump    | 3 - 1     | John Higgins  |
| Mark Williams | 2 - 3     | Graeme Dott   |
| Judd Trump    | 2 - 3     | Kyren Wilson  |
| Zhou Yuelong  | 1 - 3     | Ali Carter    |
| Mark Williams | 3 - 1     | Ali Carter    |
| Kyren Wilson  | 2 - 3     | Graeme Dott   |
| Judd Trump    | 1 - 3     | Mark Williams |
| John Higgins  | 3 - 0     | Kyren Wilson  |
| Judd Trump    | 0 - 3     | Graeme Dott   |
| John Higgins  | 3 - 0     | Ali Carter    |
| Kyren Wilson  | 3 - 2     | Zhou Yuelong  |
| Graeme Dott   | 3 - 0     | Ali Carter    |
| Mark Williams | 3 - 1     | Zhou Yuelong  |

Play-off
| Semifinali   | Semifinali | Semifinali    |
| Giocatore 1  | Risultato  | Giocatore 2   |
| ------------ | ---------- | ------------- |
| John Higgins | 2 - 3      | Kyren Wilson  |
| Graeme Dott  | 0 - 3      | Mark Williams |
| Finale       |            |               |
| Giocatore 1  | Risultato  | Giocatore 2   |
| Kyren Wilson | 3 - 2      | Mark Williams |

### Century breaks
Durante il corso del torneo sono stati realizzati 147 century breaks.
| N° | Giocatore          | Century breaks | Miglior break |
| -- | ------------------ | -------------- | ------------- |
| 1  | Kyren Wilson       | 23             | 143           |
| 2  | Mark Williams      | 18             | 139           |
| 3  | John Higgins       | 12             | 137           |
| 4  | Judd Trump         | 11             | 138           |
| 5  | Mark Selby         | 7              | 144           |
| =  | Ali Carter         | 7              | 141           |
| =  | Ronnie O'Sullivan  | 7              | 140           |
| =  | David Gilbert      | 7              | 133           |
| 6  | Anthony McGill     | 6              | 123           |
| 7  | Stuart Bingham     | 5              | 147           |
| =  | Tom Ford           | 5              | 142           |
| =  | Zhou Yuelong       | 5              | 131           |
| 8  | Zhao Xintong       | 4              | 144           |
| =  | Graeme Dott        | 4              | 141           |
| =  | Joe Perry          | 4              | 120           |
| =  | Thepchaiya Un-Nooh | 4              | 107           |
| =  | Neil Robertson     | 4              | 105           |
| 9  | Gary Wilson        | 3              | 143           |
| =  | Matthew Selt       | 3              | 142           |
| =  | Scott Donaldson    | 3              | 130           |
| 10 | Yan Bingtao        | 2              | 128           |
| 11 | Kurt Maflin        | 1              | 133           |
| =  | Barry Hawkins      | 1              | 114           |
| =  | Jack Lisowski      | 1              | 104           |

### Maximum breaks
Durante il corso del torneo è stato realizzato un maximum break.
| N° | Giocatore      | Avversario         | Turno    | Data           | Note  |
| -- | -------------- | ------------------ | -------- | -------------- | ----- |
| 1  | Stuart Bingham | Thepchaiya Un-Nooh | Gruppo 1 | 4 gennaio 2021 | [ 3 ] |